# Іванівка (село, Первомайський район)
Іва́нівка — село в Україні, у Врадіївській селищній громаді Первомайського району Миколаївської області. Розташоване за 19 км на південний схід від центру громади і залізничної станції Врадіївка. Населення становить 400 осіб.

## Історія
Село засноване 1837 року.
У роки Другої світової війни 104 мешканці села брали участь у бойових діях, 68 з них нагороджені урядовими нагородами, 44 — загинули.
В 1951 році в результаті Радянсько-польського обміну ділянками територій на територію села було насильно переселено мешканців сіл Бистре (90 родин) й Лип'я (110 родин) Стрілківського району Дрогобицької області (нині територія Польщі).
За часів Радянської влади в селі містилась виробнича дільниця № 2 колгоспу імені Богдана Хмельницького, за якою було закріплено 1300 га сільськогосподарських угідь.
У 1973 році в селі встановлено пам'ятник на честь мешканців села, які загинули в роки Другої світової війни.

## Населення
Згідно з переписом УРСР 1989 року чисельність наявного населення села становила 481 особа, з яких 226 чоловіків та 255 жінок.
За переписом населення України 2001 року в селі мешкала 401 особа.

### Мова
Розподіл населення за рідною мовою за даними перепису 2001 року:
| Мова       | Відсоток |
| ---------- | -------- |
| українська | 97,75 %  |
| молдовська | 1,50 %   |
| російська  | 0,75 %   |

## Інфраструктура
У селі є неповна середня школа, дитячий садок, медичний пункт, відділення зв'язку, магазин.

## Відомі люди
Уродженцем села є Кохановський Олексій Олексійович (1915—1996) — повний кавалер ордена Слави.